# Vela
Vela je jedna od vodećih svetskih kozmetičkih kompanija. Osnovao ju je 1880. Franc Štreher, sa sedištem u Darmštatu, Nemačka, Kompanija je zastupljena u više od 150 zemalja sveta.
Poznata je marka po odličnim preparatima za kosu.
Takođe, Wella je zvanični partner Pesme Evrovizije 2008 u Beogradu.

## Spoljašnje veze
- https://web.archive.org/web/20070612213220/http://de.wella.com/
- https://web.archive.org/web/20080705234341/http://www.wellamuseum.com/
- https://web.archive.org/web/20070529000029/http://www.wellashop.de/
- http://www.hairweb.de